# Scalicus
Scalicus es un género de peces de la familia Peristediidae. Fue descrito por David Starr Jordan en 1923.

## Especies
- Scalicus amiscus D. S. Jordan y Starks, 1904
- Scalicus engyceros Günther, 1872
- Scalicus gilberti D. S. Jordan, 1921
- Scalicus hians C. H. Gilbert y Cramer, 1897
- Scalicus investigatoris Alcock, 1898
- Scalicus orientalis Fowler, 1938
- Scalicus paucibarbatus Kawai, 2019
- Scalicus quadratorostratus Fourmanoir y Rivaton, 1979
- Scalicus serrulatus Alcock, 1898